# John Evans (cầu thủ bóng đá, sinh năm 1932)
John Evans (21 tháng 10 năm 1932 – 2009) là một cầu thủ bóng đá người Anh thi đấu ở vị trí tiền đạo tầm xa cho Sunderland.